# Лавриненко, Владимир Фёдорович (политик)
Владимир Фёдорович Лавриненко (род. 4 декабря 1937, Чернигов) — советский и украинский хозяйственный и государственный деятель. Председатель исполкома Симферопольского горсовета (1982—1989). Министр социальной защиты Крыма (1993—1994). Почетный гражданин города Симферополя (2021).

## Биография
Родился 4 декабря 1937 года в Чернигове. В 1958 году окончил Харьковский технологический техникум. В апреле — сентябре 1958 года — бракер артели «Жестянщик» в Харькове. В 1958—1959 годах наладчик, мастер артели им. Н.Островского в Симферополе. В 1959—1960 годах мастер штамповочного цеха Симферопольского электромашиностроительного завода; в 1960—1964 — контрольный мастер; в 1964—1966 — инженер-технолог технического отдела; в 1966—1967 — старший мастер механико-заготовительного цеха; в 1967—1969 годах мастер инструментального цеха. В 1969 году окончил Севастопольский приборостроительный институт. В 1969—1970 годах старший мастер инструментального цеха; в 1970—1971 — главный инженер; в 1971—1982 — директор Симферопольского электромашиностроительного завода. В 1982—1989 годах председатель исполкома Симферопольского городского Совета народных депутатов. Симферополь готовился отметить 200-летие, столицу Крыма признали лучшим городом юга УССР по состоянию и благоустройству. Первый секретарь ЦК КПУ В. Щербицкий вручил городу орден Трудового Красного Знамени. Был утверждён генеральный план Симферополя, строились новые микрорайоны на Лермонтова, Героев Сталинграда, 60-летия Октября с панельными домами, всего более 700 тысяч квадратных метров жилья. Появились здание почтамта, новые корпуса мединститута, первый дом на Москольце, школы, детсады, Межгорное водохранилище для водоснабжения города днепровской водой, благоустроены дороги, набережная Салгира, городские парки.
С февраля 1989 года заведующий отделом социального обеспечения Крымского облисполкома. С марта 1991 по сентябрь 1993 года заведующий Отделом социального обеспечения Совета Министров Крыма. С сентября 1993 по апрель 1994 года министр социальной защиты Крыма. В 1994—1997 годах на пенсии по болезни. В 1997—2000 годах директор, председатель правления — генеральный директор ОАО «Крымпродмаш» в Симферополе. Депутат Крымского областного Совета народных депутатов нескольких созывов (1982—1990). Почетный гражданин города Симферополя (2021).